# Canyonville
Canyonville és una població dels Estats Units a l'estat d'Oregon. Segons el cens del 2007 tenia 1.640 habitants.

## Demografia
Segons el cens del 2000, Canyonville tenia 1.293 habitants, 534 habitatges, i 341 famílies. La densitat de població era de 542,6 habitants per km².
Dels 534 habitatges en un 25,3% hi vivien nens de menys de 18 anys, en un 49,6% hi vivien parelles casades, en un 10,1% dones solteres, i en un 36% no eren unitats familiars. En el 30% dels habitatges hi vivien persones soles el 15,7% de les quals corresponia a persones de 65 anys o més que vivien soles. El nombre mitjà de persones vivint en cada habitatge era de 2,41 i el nombre mitjà de persones que vivien en cada família era de 2,97.
Per edats la població es repartia de la següent manera: un 24,1% tenia menys de 18 anys, un 7,8% entre 18 i 24, un 22,3% entre 25 i 44, un 25,7% de 45 a 60 i un 20,2% 65 anys o més.
L'edat mediana era de 42 anys. Per cada 100 dones de 18 o més anys hi havia 89,6 homes.
La renda mediana per habitatge era de 27.674$ i la renda mediana per família de 31.500$. Els homes tenien una renda mediana de 30.240$ mentre que les dones 17.417$. La renda per capita de la població era de 14.017$. Aproximadament el 15,8% de les famílies i el 17% de la població estaven per davall del llindar de pobresa.

## Poblacions més properes
El següent diagrama mostra les poblacions més properes.